# Hutíes
Los hutíes, hutís, huzíes, huzís, o hucíes (en árabe: الْحُوثِيّ‎, romanizado: al-Ḥūṯiyy, AFI: /al.'ħuː.θi/), también autodenominados Ansarolá o Ansar Alá (en árabe: أَنْصَار الله‎, romanizado: ʾAnṣār Allāh, lit. 'partidarios de Dios') son un grupo insurgente y movimiento político predominantemente zaidí chiita—pero que incluye también suníes opositores—de ideología nacionalista y antiimperialista, que opera en Yemen y cuyo mando proviene en gran medida de la tribu hutí. Es una organización política y armada de resistencia contra el wahabismo que surgió de la gobernación de Sa'dah en la década de 1990.
Bajo el liderazgo del religioso Hussein Badreddin al-Houthi, el grupo surgió como oposición al expresidente yemení Ali Abdullah Saleh, a quien acusaban de corrupción y de estar respaldado por Arabia Saudita y Estados Unidos.  Hussein acusó a Salé de tratar de complacer a Estados Unidos a expensas del pueblo yemení y de la soberanía de Yemen. En 2003, influenciados por la organización política y militar chiita libanesa Hezbolá, la consigna de los hutíes: «Dios es grande, muerte a Estados Unidos, muerte a Israel, maldición a los judíos y victoria del islam»; se convirtió en la marca registrada del grupo.  Tras resistirse a las órdenes de Salé de arrestarlo, Hussein fue muerto en Sa'dah en 2004 junto con varios de sus guardias a manos del ejército yemení, lo que desató la insurgencia hutí en Yemen.  Desde entonces, salvo un breve período intermedio, el movimiento ha sido liderado por su hermano Abdul-Malik al-Houthi. 
Los hutíes participaron en la Revolución yemení de 2011 organizando protestas callejeras y coordinándose con otros grupos de oposición. Se unieron a la Conferencia de Diálogo Nacional en Yemen como parte de la iniciativa del Consejo de Cooperación del Golfo (CCG) para negociar la paz tras los disturbios. Sin embargo, los hutíes rechazarían más tarde las disposiciones del acuerdo del CCG de noviembre de 2011 que estipulaban la formación de seis regiones federales en Yemen, alegando que el acuerdo no reformaba fundamentalmente el gobierno y que la federalización propuesta «dividía Yemen en regiones pobres y ricas». Los hutíes también temían que el acuerdo fuera un intento flagrante de debilitarlos dividiendo las áreas bajo su control entre regiones separadas.  A finales de 2014, los hutíes repararon su relación con el expresidente Salé y, con su ayuda, tomaron el control de la capital y gran parte del norte, y anunciaron la caída del gobierno de Abd Rabbuh Mansur al-Hadi. La toma del poder instigó una intervención militar liderada por Arabia Saudita para restaurar al gobierno reconocido internacionalmente, llevando a una guerra civil que continúa hasta el presente, y que incluyó ataques con misiles y drones contra Arabia Saudita y sus aliados, los Emiratos Árabes Unidos. 
Desde 2015, los hutíes han estado luchando en esta guerra civil contra la intervención encabezada por Arabia Saudita, que busca establecer un control territorial total por parte del gobierno reconocido internacionalmente dentro de Yemen.  Además, el grupo militante Estado Islámico ha atacado a todas las principales partes del conflicto, incluidos los hutíes, las fuerzas leales al expresidente Saleh, el gobierno yemení y las fuerzas de la coalición encabezada por Arabia Saudita.  Los hutíes pretenden gobernar todo Yemen con el apoyo de Irán, mientras que Arabia Saudita junto con el gobierno de Rashad al-Alimi buscan firmar un acuerdo para establecer el fin del conflicto. Han lanzado repetidos ataques con misiles y aviones no tripulados contra ciudades saudíes. 
Tras el estallido de la guerra Israel-Hamás de 2023, los hutíes empezaron a disparar misiles hacia Israel y a atacar barcos en las costas de Yemen sobre el Mar Rojo, que afirman son en solidaridad con los palestinos y con el objetivo de facilitar la entrada de ayuda humanitaria en la Franja de Gaza.

## Historia

El territorio controlado por los Hutíes se muestra en verde oscuro

Según Ahmed Addaghashi, profesor de la Universidad de Saná, los hutíes comenzaron como un movimiento teológico moderado que predicaba la tolerancia y tenía una visión amplia de todos los pueblos yemeníes.  Su primera organización, "la Juventud Creyente" (BY), fue fundada en 1992 en la gobernación de Saada por Mohammed al-Houthi y su hermano Hussein al-Houthi. 
La Juventud Creyente estableció clubs escolares y campamentos de verano con el fin de "promover un renacimiento zaidí" en Saada. Entre 1994 y 1995, de 15000 a 20000 estudiantes habían asistido a los campamentos de verano de BY. La temática religiosa incluía conferencias de Mohammed Hussein Fadhlallah (un erudito chiita libanés) y Hasán Nasralá (secretario general del partido libanés Hezbolá)".
Aunque Hussein al-Houthi, que fue asesinado en 2004, no tenía ninguna relación oficial con Juventud Creyente, según Zaid, contribuyó a la radicalización de algunos zaidíes tras la invasión de Irak en 2003. Los jóvenes afiliados a BY adoptaron consignas antiestadounidenses y antijudías, que corearon en la mezquita de Saleh en Saná después de las oraciones del viernes. Según Zaid, la insistencia de los seguidores de los hutíes en corear los eslóganes atrajo la atención de las autoridades, lo que aumentó aún más la preocupación del gobierno por el alcance de la influencia del movimiento hutí. "Las autoridades de seguridad pensaron que si hoy los hutíes coreaban 'Muerte a Estados Unidos', mañana podrían estar coreando 'Muerte al presidente [de Yemen]'";  800 simpatizantes de BY fueron arrestados en Saná en 2004. El presidente Ali Abdullah Saleh invitó entonces a Hussein al-Houthi a una reunión en Saná, pero Hussein se negó. El 18 de junio de 2004, Saleh envió fuerzas gubernamentales para arrestar a Hussein. 
Hussein respondió lanzando una insurgencia contra el gobierno central, pero fue asesinado el 10 de septiembre de 2004.  La insurgencia continuó de forma intermitente hasta que se alcanzó un acuerdo de alto el fuego en 2010.  Durante este prolongado conflicto, las Fuerzas Armadas de Yemen se utilizaron para reprimir la rebelión hutí en el norte de Yemen. Los saudíes se unieron a estas campañas contra los hutíes, pero los hutíes ganaron tanto a Saleh como al ejército saudí. Según la Brookings Institution, esto humilló particularmente a los saudíes, que habían gastado decenas de miles de millones de dólares en su ejército. 
Más tarde, los hutíes participaron en la Revolución yemení de 2011, así como en la posterior Conferencia de Diálogo Nacional (NDC).  Sin embargo, rechazaron las disposiciones del acuerdo del Consejo de Cooperación del Golfo de noviembre de 2011 sobre la base de que "dividía Yemen en regiones pobres y ricas" y también en respuesta al asesinato de su representante en la NDC. 
Para el 21 de septiembre de 2014, se dijo que los hutíes controlaban partes de la capital yemení, Saná, incluidos edificios gubernamentales y una estación de radio.  Si bien el control de los hutíes se expandió al resto de Saná, así como a otras ciudades como Rada, este control fue desafiado fuertemente por Al Qaeda. Los Estados del Golfo creían que los hutíes habían aceptado la ayuda de Irán mientras Arabia Saudita ayudaba a sus rivales yemeníes. 
El 20 de enero de 2015, los rebeldes hutíes ocuparon el palacio presidencial de la capital. El presidente Abd Rabbuh Mansur Hadi se encontraba en el palacio presidencial durante la toma del poder, pero no resultó herido.  El movimiento tomó oficialmente el control del gobierno yemení el 6 de febrero, disolviendo el parlamento y declarando que su Comité Revolucionario era la autoridad interina en Yemen.  El 20 de marzo de 2015, las mezquitas de al-Badr y al-Hashoosh fueron objeto de ataques suicidas durante las oraciones del mediodía, y el Estado Islámico de Irak y el Levante se atribuyó rápidamente la responsabilidad. Las explosiones mataron a 142 fieles hutíes e hirieron a más de 351, lo que lo convierte en el ataque terrorista más mortífero en la historia de Yemen. 
El 27 de marzo de 2015, en respuesta a las amenazas percibidas por los hutíes a las facciones suníes en la región, Arabia Saudita, junto con Baréin, Catar, Kuwait, Emiratos Árabes Unidos, Egipto, Jordania, Marruecos y Sudán llevaron a cabo un ataque aéreo de la coalición del Golfo en Yemen. La coalición militar incluía a los Estados Unidos, que ayudó en la planificación de los ataques aéreos y aportó el apoyo logístico y de inteligencia. 
Según un informe de septiembre de 2015 de la revista Esquire, los hutíes, que alguna vez fueron un caso atípico, ahora son uno de los movimientos sociales y políticos más estables y organizados de Yemen. El vacío de poder creado por el incierto período de transición de Yemen ha atraído más partidarios a los hutíes. Muchos de los partidos que antes eran poderosos, ahora desorganizados y con una visión poco clara, han caído en desgracia entre el público, lo que hace que los hutíes, bajo su nuevo nombre de Ansar Allah, sean aún más atractivos. 
En el 2020 se produce el mayor intercambio de prisioneros hasta la fecha entre los rebeldes hutíes y el gobierno yemení.
En enero de 2021, Estados Unidos designó a los hutíes como organización terrorista, lo que generó temores de una escasez de ayuda en Yemen, pero esta postura se revirtió un mes después de que Joe Biden se convirtiera en presidente. 
El 17 de enero de 2022, los ataques con misiles y drones de los hutíes contra objetivos industriales de los Emiratos Árabes Unidos incendiaron camiones de combustible y mataron a tres trabajadores extranjeros. Este fue el primer ataque específico que admitieron los hutíes, y el primero en causar muertos.  La respuesta dirigida por Arabia Saudí consistió en un ataque aéreo el 21 de enero contra un centro de detención en Yemen, que causó al menos 70 muertos. 
En respuesta a la ofensiva de las Fuerzas de Defensa de Israel (FDI) contra la Franja de Gaza en 2023, los hutíes anunciaron que podrían atacar "todos los barcos en el Mar Rojo con destino a puertos israelíes, sea cual sea su nacionalidad". Varios barcos resultaron dañados por los disparos o fueron capturados, lo que llevó a que cuatro de las mayores navieras del mundo suspendieran las travesías por el estrecho de Bab-el-Mandeb. Estados Unidos encabezó una coalición de diez países contra los ataques de los hutíes, quienes afirman que los ataques continuarán hasta que Gaza reciba los alimentos y medicinas que necesita.

## Membresía y rangos
Hay una diferencia entre la familia al-Hutí y el movimiento hutí. El movimiento fue llamado por sus opositores y los medios de comunicación extranjeros "hutíes". El nombre proviene del apellido del primer jefe del movimiento, Hussein al-Houthi, quien murió en 2004. 
Los miembros del grupo tenían entre 1.000 y 3.000 combatientes en 2005 y entre 2.000 y 10.000 combatientes en 2009. En 2010, el Yemen Post afirmó que tenía más de 100.000 combatientes.  Según el experto hutí Ahmed Al-Bahri, en 2010, los hutíes tenían un total de entre 100.000 y 120.000 seguidores, incluidos combatientes armados y leales desarmados.  A partir de 2015, se informa que el grupo ha atraído a nuevos partidarios fuera de su demografía tradicional. 

## Ideología

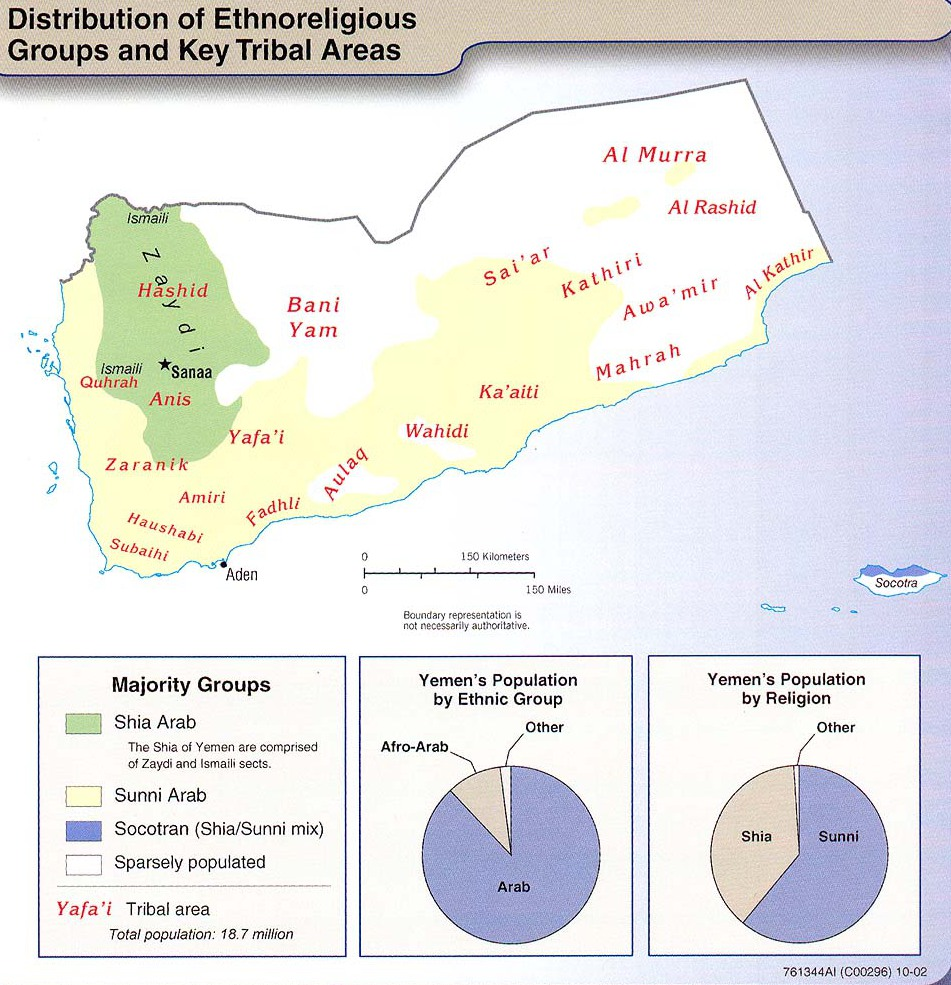
Mapa etnoreligioso de Yemen, año 2002.

El movimiento hutí sigue una ideología mixta con principios religiosos, nacionalistas yemeníes y populistas de gran carpa, imitando a Hezbolá. Los forasteros han argumentado que sus puntos de vista políticos son a menudo vagos, contradictorios y que muchas de sus consignas no reflejan con precisión sus objetivos.  Según el investigador Bernard Haykel, el fundador del movimiento, Hussein al-Houthi, estaba influenciado por una variedad de tradiciones religiosas e ideologías políticas diferentes, lo que dificultaba encajarlo a él o a sus seguidores en las categorías existentes.  Los hutíes se han presentado a sí mismos como resistencia nacional, defendiendo a todos los yemeníes de la agresión y las influencias exteriores, como campeones contra la corrupción, el caos y el extremismo, y como representantes de los intereses de los grupos tribales marginados y de la secta zaidí. 
Haykel argumentó que el movimiento hutí tiene dos principios religioso-ideológicos centrales. El primero es el "Camino Coránico", que engloba la creencia de que el Corán no permite la interpretación y contiene todo lo necesario para mejorar la sociedad musulmana. La segunda es la creencia en el derecho absoluto y divino de Ahl al-Bayt (descendientes del Profeta) a gobernar, una creencia atribuida al jaroudismo, una rama fundamentalista del zaidismo.

### Religión
En general, el movimiento hutí ha centrado su sistema de creencias en la rama zaidí del islam una secta del islam presente casi exclusivamente en Yemen.  Los zaidíes constituyen alrededor del 25 por ciento de la población, los suníes constituyen el 75 por ciento. Los gobiernos liderados por Zaydí gobernaron Yemen durante 1.000 años hasta 1962.  Desde su fundación, el movimiento hutí ha actuado a menudo como defensor del renacimiento zaidí en Yemen. 
Aunque han enmarcado su lucha en términos religiosos y han dado gran importancia a sus raíces zaidíes, los hutíes no son un grupo exclusivamente zaidí. De hecho, han rechazado rotundamente su descripción por parte de otros como una facción que supuestamente solo está interesada en cuestiones relacionadas con los zaidíes. No han abogado públicamente por la restauración del antiguo imamato zaidí, aunque los analistas han argumentado que podrían planear restaurarlo en el futuro.   La mayoría de los yemeníes tienen una mala opinión del antiguo imamato, y Hussein al-Houthi tampoco abogó por la restauración del imamato. En su lugar, propuso una "Eminencia Guía" (alam al-huda), un individuo descendiente del Profeta que actuaría como un "líder universal para el mundo", aunque nunca definió las prerrogativas de esta posición o cómo deberían ser nombrados. 
Los hutíes afirman que sus acciones son para luchar contra la supuesta expansión del salafismo en Yemen y para defender a su comunidad de la discriminación.  En los años anteriores al ascenso del movimiento hutí, los salafistas apoyados por el Estado habían hostigado a los zaidíes y destruido sitios zaidíes en Yemen.  Tras su ascenso al poder en 2014, los hutíes "aplastaron" a la comunidad salafista en la gobernación de Saada y eliminaron en gran medida la presencia de Al Qaeda en las zonas bajo su control;  Los hutíes ven a al-Qaeda como "yihadistas salafistas" y, por lo tanto, "enemigos mortales". Por otro lado, entre 2014 y 2019, los líderes hutíes han firmado múltiples acuerdos de coexistencia con la comunidad salafista; la reconciliación entre chiíes y salafistas.  El gobierno yemení ha acusado a menudo a los hutíes de colaborar con Al Qaeda para socavar su control del sur de Yemen. 

### Lema
El lema del grupo dice lo siguiente: «Dios es grande, muerte a Estados Unidos, muerte a Israel, maldición a los judíos, victoria al Islam». Este lema se inspira parcialmente en la máxima del Irán revolucionario, que dice "Muerte a Estados Unidos y muerte a Israel". 
Algunos partidarios de los hutíes enfatizan que su ira por Estados Unidos e Israel está dirigida hacia los gobiernos de Estados Unidos e Israel. Ali al-Bukhayti, portavoz y rostro oficial de los hutíes, rechazó la interpretación literal del lema al afirmar en una de sus entrevistas que «realmente no queremos la muerte de nadie. La consigna es simplemente contra la interferencia de esos gobiernos [es decir, Estados Unidos e Israel]». 

## Líderes
- Hussein Badreddin al-Houthi, exlider (asesinado en 2004)
- Abdul-Malik al-Houthi, líder actual desde 2004.
- Abdul-Karim Badreddin al-Houthi, comandante de alto rango.
- Badr Eddin al-Houthi – líder espiritual (fallecido en 2010).
- Abu Ali Abdullah al-Hakem al-Houthi – comandante militar

## Acusaciones de apoyo del gobierno de Irán
En abril de 2015, la portavoz del Consejo de Seguridad Nacional de Estados Unidos, Bernadette Meehan, señaló que "nuestra evaluación sigue siendo que Irán no ejerce mando y control sobre los hutíes en Yemen".  Joost Hiltermann escribió que Irán no controla la toma de decisiones de los hutíes, como lo demuestra el rechazo rotundo de los hutíes a la demanda de Irán de no apoderarse de Saná en 2015.  Thomas Juneau, en un artículo publicado en la revista International Affairs, afirma que, aunque el apoyo de Irán a los hutíes ha aumentado desde 2014, sigue siendo demasiado limitado para tener un impacto significativo en el equilibrio de poder en Yemen.  El Instituto Quincy para el Arte de Gobernar Responsable argumenta que la influencia de Teherán sobre el movimiento ha sido "muy exagerada" por "los saudíes, sus socios de coalición (principalmente los Emiratos Árabes Unidos) y sus [cabilderos] en Washington". 
Phillip Smyth, del Instituto de Washington para la Política de Oriente Próximo, dijo a Business Insider que Irán ve a los grupos chiitas en Oriente Medio como "elementos integrales del Cuerpo de la Guardia Revolucionaria Islámica (IRGC)". Smyth afirmó que existe un fuerte vínculo entre Irán y el levantamiento hutí que trabaja para derrocar al gobierno en Yemen. Según Smyth, en muchos casos los líderes hutíes van a Irán para recibir educación ideológica y religiosa, y los líderes iraníes y de Hezbolá han sido vistos sobre el terreno asesorando a las tropas hutíes, y es probable que estos asesores iraníes sean responsables de entrenar a los hutíes para que utilicen el tipo de sofisticados misiles guiados disparados contra la Marina de los Estados Unidos. 
Para Irán, apoyar la revuelta en Yemen es "una buena manera de desangrar a los saudíes", rivales regionales e ideológicos de Irán. Esencialmente, Irán está respaldando a los hutíes para luchar contra una coalición encabezada por Arabia Saudita de Estados del Golfo que luchan por mantener el control gubernamental de Yemen.  
Los hutíes han utilizado repetidamente un avión no tripulado que es casi idéntico al avión no tripulado Ababil-T de Iran Aircraft Manufacturing Industrial Company en ataques contra Arabia Saudita. 
El 31 de octubre de 2023, Israel interceptó un misil balístico tierra-tierra de largo alcance y dos misiles de crucero que fueron disparados por los rebeldes hutíes en Yemen. Fue el primer uso operativo por parte de Israel del sistema Arrow (familia de misiles) para interceptar misiles balísticos desde que comenzó la guerra.

## Efectivos
En 2005 se calculaba que los hutíes contaban entre 1000 y 3000 combatientes y, en 2009, entre 2000 y 10 000. En el Yemen Post se ha afirmado, sin embargo, que tienen más de 100 000 hombres. Según el experto Ahmed Al-Bahri, pueden tener entre 100 000 y 120 000 seguidores, entre combatientes y simpatizantes desarmados.

## Presuntas violaciones de los derechos humanos
Según el Grupo de Expertos sobre Yemen establecido en virtud de la resolución 2140 del Consejo de Seguridad, los hutíes han cometido una amplia gama de violaciones de los derechos humanos, incluidas violaciones del derecho internacional humanitario y abusos contra mujeres y niños. Niños de tan solo 13 años han sido arrestados por "actos indecentes" por supuesta orientación homosexual o "casos políticos" cuando sus familias no cumplen con la ideología o las regulaciones hutíes. Los menores comparten celdas como presos adultos y, según informes fidedignos, los niños recluidos en la comisaría de policía de Al-Shahid Al-Ahmar, en Saná, son violados sistemáticamente.
Human Rights Watch ha acusado además a las fuerzas hutíes de utilizar minas terrestres en Taizz, la tercera ciudad más grande de Yemen, lo que ha causado muchas víctimas civiles e impide el regreso de las familias desplazadas por los combates.  HRW también ha acusado a los hutíes de interferir en el trabajo de los defensores y organizaciones de derechos humanos de Yemen.
Un investigador de HRW, citado en un informe de la embajada de Estados Unidos de 2009, ha restado importancia a las acusaciones del anterior gobierno de Yemen que acusan a los hutíes de utilizar a civiles como escudos humanos, diciendo que no tenían pruebas suficientes para concluir que los hutíes han estado utilizando intencionadamente a civiles como escudos humanos.

### Toma de rehenes
Según Human Rights Watch, los hutíes también utilizan la toma de rehenes como táctica para generar ganancias. Human Rights Watch documentó 16 casos en los que las autoridades hutíes retuvieron ilegalmente a personas, en gran parte para extorsionar a familiares o para intercambiarlas por personas retenidas por fuerzas opositoras. 

### Desvíos de ayuda humanitaria
El Programa Mundial de Alimentos de las Naciones Unidas ha acusado a los hutíes de desviar la ayuda alimentaria y retirar ilegalmente los camiones de alimentos de las zonas de distribución, con raciones vendidas en el mercado abierto o entregadas a quienes no tienen derecho a ella.El portavoz del PMA, Hervé Verhoosel, declaró: «El continuo bloqueo del registro biométrico por parte de algunos miembros de la dirección hutí... está socavando un proceso esencial que nos permitiría verificar de forma independiente que los alimentos están llegando ... gente al borde de la hambruna". El PMA ha advertido de que "a menos que se avance en los acuerdos anteriores, tendremos que implementar una suspensión gradual de la ayuda". El Consejo Noruego para los Refugiados ha declarado que comparte las frustraciones del WPF y reitera a los hutíes que permitan a las agencias humanitarias distribuir alimentos.

### Violencia sexual
Bajo las zonas controladas por los hutíes, a las mujeres se les ha impedido viajar sin un mahram (tutor masculino), incluso para recibir atención médica esencial. Esto también afectó a las operaciones humanitarias de las Naciones Unidas en Yemen, obligando al personal femenino a trabajar en puestos de oficina. Los hutíes utilizan las acusaciones de prostitución como herramienta para difamar públicamente a las mujeres yemeníes, incluidas las de la diáspora que participan en la política, la sociedad civil o el activismo por los derechos humanos, junto con amenazas a personas y familias. Las mujeres detenidas son agredidas sexualmente y han sido sometidas a pruebas de virginidad y, a menudo, se les impide el acceso a bienes esenciales. La tortura de las mujeres detenidas también es llevada a cabo por el Zaynabiyat, el ala policial femenina de los hutíes. 

## Epónimo
Toma su nombre de Husein Badrudin al Huti, su anterior comandante, muerto por las Fuerzas Armadas de Yemen en septiembre de 2004. Otros comandantes, como Ali al-Qatwani, Abu Haider, Abbas Aidah y Yousuf al-Madani (un hijastro de Husein al Huti) también fueron abatidos por las Fuerzas Armadas de ese país. Se dice que Husein Badrudin al Huti, un hermano del fundador del grupo, es su cabecilla espiritual. Los hutíes han estado en conflicto con militantes salafistas, sunitas y takfiris.

## Gobernanza
Según un cable filtrado en 2009 de la embajada de Estados Unidos, los hutíes habrían establecido tribunales y cárceles en las zonas que controlan. Imponen sus propias leyes a los residentes locales, exigen dinero para la protección y administran una justicia severa ordenando ejecuciones. El reportero de AP, Ahmad al-Haj, argumentó que los hutíes estaban ganando corazones y mentes al proporcionar seguridad en áreas descuidadas durante mucho tiempo por el gobierno yemení, al tiempo que limitaban el poder arbitrario y abusivo de jeques influyentes. Según la Fundación Cívica Democrática, los hutíes ayudan a resolver conflictos entre tribus y a reducir el número de asesinatos por venganza en las zonas que controlan. El embajador de Estados Unidos cree que son verosímiles los informes que explican el papel de los hutíes como árbitro de disputas locales.

## Control territorial
A través de su insurrección armada, han controlado toda la gobernación de Sa'dah y partes de las de 'Amran, Yauf y Hajjah.
Al 9 de noviembre de 2011, los hutíes controlaban los gobernaciones de Sa'dah y Yauf y estaban cerca de hacer otro tanto con Hajjah, lo que les habría permitido lanzar un ataque a la capital nacional Saná. En mayo de 2012, ya controlaban la mayor parte de las gobernaciones de Sa'dah, Yauf y Hajjah, habían ganado acceso al mar Rojo y habían comenzado a construir barricadas cerca de Saná.